# Cebus versicolor
Il cebo della Colombia (Cebus versicolor Pucheran, 1845) è una delle quattordici specie di Cebus riconosciute dagli zoologi.
La specie è diffusa in Colombia, occupando un areale che si estende dalla zona occidentale del Rio Magdalena alla parte colombiana del Lago di Maracaibo.
È strettamente imparentato con il cebo dalla testa bianca (Cebus leucocephalus).